# 白蛇抄
『白蛇抄』（はくじゃしょう）は、水上勉による日本の文芸小説作品（1982年2月に集英社（のち文庫）より発売）を原作とした日本映画。原作に忠実に映画化し、東映配給により1983年11月12日に劇場公開された。伊藤俊也が監督を務め、主演を担当する小柳ルミ子は1984年の第7回日本アカデミー賞最優秀主演女優賞を受賞した。

## 製作経緯
1982年6月5日に公開された『鬼龍院花子の生涯』の大ヒットで、東映は文芸原作に女優たちのエロチシズムという鉱脈を見出し、新たな“女性文芸大作路線”を確立した。本作はそのうちの一本である。
監督の伊藤俊也は、「前作の『誘拐報道』で小柳ルミ子が各助演女優賞を受賞すると天尾完次プロデューサーが、小柳主演で水上勉原作の『白蛇抄』を作ろうと私に言って来た」と話している。原作は官能描写が凄くヌードになることは避けられないが、小柳は伊藤のオファーに対し、出演の了承を伝えた。岡田茂東映社長（当時）には既に企画を提出し「ルミ子が主演なら」とOKを取っていた。
間もなく渡辺プロダクションの渡辺晋社長（当時）の耳にも入り、「こんなに濡れ場のある映画はけしからん」と激怒。伊藤と天尾で渡辺社長のもとに日参し、渡辺社長がようやく折れた。徳間康快は「渡辺晋さんが非常に心を痛めて、（岡田茂と親しい）私に、ウチの大事なお嬢さんが何とか脱がないですむよう岡田社長に頼んでもらえないかと言ってこられた」と話している。小柳は「自分で納得して演じた」と話している。渡辺は小柳本人の意欲を買った。
撮影に入ってからも大変で、ナベプロの担当者がクレームを色々付けてくるので、伊藤と天尾で謀り、完成前のラッシュを岡田社長に先に見せて了解を取ってから、ナベプロサイドには「文句があるなら岡田社長に言ってくれ」と伝えた。そのタイミングで天尾が渡辺社長と岡田社長のトップ会談をセッティング。渡辺は岡田に「ウチの可愛い娘を頼んだぞ」と言ったといわれる。ここからは万事うまくいったと伊藤は話している。
マスコミには一切スチル写真を提供せずに、その代わりカメラマンを呼んで試写会を開催。濡れ場になるとカメラマンのシャッター音が響く異様な試写会だったが、翌日スポーツ新聞の芸能面を一斉に独占し、大きな話題を呼んだ。小柳は初ヌードを披露するなど熱演、本作で日本アカデミー賞最優秀主演女優賞を受賞した。小柳にとって本作が最後の映画主演で、以降、アダルトで奔放なイメージを決定づけた。

## あらすじ
石立うたは、2年前、京都で火事にあい、夫を失って絶望のあまり若狭の心中滝に身を投じた時、華蔵寺の住職懐海に助けられ、そのまま後妻として寺に住みついていた。懐海にはひとり息子昌夫がおり、彼は出家ずみの身で来年高校を卒業すると本山に行くことになっている。ある日、華蔵寺にうたの遠い親戚に当るという十五歳の少女鵜藤まつのが引きとられてきた。この寺での初めての夜、まつのは異様な女の呻き声を耳にした。その声は隠寮から聞こえてきた。夜ごとうたの体に執着する懐海。それを覗き見する昌夫。彼はうたに惹かれていた。もうひとり村井警部補もうたが身を投げ救助された時に立ち会って以来彼女に惹かれていた。
うたと昌夫が急な夕立で雨を避けるため小屋に入ると、昌夫はうたの濡れ姿を見て、二人はできてしまった。懐海が寝た後、彼の寝室から離れた部屋でうたと昌夫が行為に及んでいると、誰かが覗き見しているのに昌夫が気付き、二人で見に行ったら、覗いていたのは懐海で、しかも死んでいた。うたと昌夫は二人で懐海の遺体を元の寝室に戻し、まつのには懐海の死を遅れて知らせた。
うたと昌夫が出来ていることに気付いていたまつのは、実は昌夫が好きなのだ。本山に昌夫が出発する際、嫉妬心からまつのは自分の部屋に閉じこもって見送らなかった。
懐海の死に疑念を抱いた村井は、まつのにしつこく任意で職務質問をしたら、うたと昌夫が男女の仲にあることに気付いてしまう。村井はうたをモーテルに連れて行くが、うたは逃げてしまう。昌夫は本山に行ってからもうたを忘れられず、何度も速達郵便や電話で連絡をうたに寄越す。
結局本山から逃げ帰ってきた昌夫に、まつのは幼い体を差し出すが、相手にされなかったので、悔しかったまつのは華蔵寺に火をつけてしまう。

## キャスト
石立うた
演 - 小柳ルミ子
表向きは懐海の後妻だが、籍は入れていない。一昨年寺近くの滝で身投げをした時に懐海に助けられそのまま寺にいついた。このことはまつのの同級生の中学生までもが知っている近所では有名な話となっている。懐海の食事の介助や排便など、介護を手伝っている。また夜は懐海から求められるがままに体を委ねている。
過去に京都の工場で働いたりホステスをした後バーテンと結婚した。3年前に火事で夫を亡くしており、同時期に産んだ赤ん坊も数日後に亡くすという悲しい過去を持つ。
加波島昌夫
演 - 杉本哲太
懐海の息子で高校生。思春期で性に対して強い興味を持ち時に衝動的な行動も起こす。うたへの執着心が強く毎晩うたと懐海の夜の営みをのぞき見したり、タンスの中のうたの下着の匂いを嗅ぐなどしている。懐海に対しては父親と言えども、母を寺から追い出したり毎晩うたとの交わりにふけっているため軽蔑している。
懐海の実子であるが、懐海が母共々寺に住むことを許可せず別の場所て暮らしていたが、小学生の頃に母親が亡くなり仕方なく引き取られた。来年の高校卒業後は、僧侶になるための本山での本格的な修行が控えている。外出する時は、オートバイを使って行動している。
鵜藤まつの
演 - 仙道敦子
中学生。福井県小浜に住んでいたが父親は数年前に出て行ったっきりで春頃に母が亡くなったため、うたが暮らす寺の養女にもらわれた。高浜の中学校に転校してきて、新体操部に所属しながら、レオタードを着用して練習をしている。
うたと懐海・昌夫親子の愛憎関係を前に当初目を背けるような態度を取っていたが、いつしか昌夫に恋心を抱きはじめ、女としてうたに嫉妬するようになる。
さわ
演 - 鈴木光枝
けじょう寺の住み込みの家政婦。食事を作ったり寺の雑用をこなしている。本来は年寄りで体力も衰えてきたので息子の家で暮らすはずが、懐海が倒れたため帰れないでいる。懐海の後妻気取りで寺にいついたうたのことをあまり良く思っていない。また夜ごと寺内に響き渡るうたの喘ぎ声に目が覚めてしまい不快に思っている。
慈観
演 - 宮口精二
懐海とは縁故関係がある。懐海がほぼ寝たきりということもあり昌夫を気にかけている。将来的に自身の寺に入れて大学にも通わせてもいいという意思を伝える。
宗海
演 - 辻萬長
慈観を「老師」と呼んで敬っている。高校を中退して本山での修行を早く始めたいという昌夫に助言をする。
和子
演 - 鈴木緑
ひろみ
演 - 南きよみ
ミドリ
演 - 三宅友美子
美樹
演 - 白石奈々
心中した女
演 - 田家幸子
まつのがけじょう寺にやってきた同じ時期に寺の近くの滝から身投げして亡くなった若い女。
村人
演 - 伊藤高
消防団員A
演 - 三重街恒二
消防団員B
演 - 大和田伸也
心中した女の遺体を引き上げた時に、滝壺に白い腹帯があるのを見つけた。
消防団員C
演 - 泉福之助
消防団員D
演 - 須賀良
修行僧の先達
演 - 高月忠
本山道場の守夜当番
演 - 清水照夫
遺族A
演 - 佐川二郎
貴族B
演 - 伊藤慶子
僧A
演 - 町田政則
僧B
演 - 田口和政
僧C
演 - 村添豊徳
僧D
演 - 須藤芳雄
僧E
演 - 大島博樹
たね
演 - 北林谷栄
まつのの母方の祖母。やす恵の実母でうたの育ての親。現在は年寄りばかりが住む田舎の集落に住んでいるが、過去には朝鮮特需で材木の需要が増えて町が活気づいていた。うたの母は小さなお堂の中でうたを産んだ時に亡くなり、自らがうたを引き取ってやす恵と共に育てた。
やす恵
演 - 岡田奈々
まつのの母。たねの実の娘。うたとは血が繋がっていないがうたからは「姉ちゃん」と呼ばれ、実の姉妹のように育てられた。まつのが赤ん坊だった頃にうたが京都の工場に就職が決まり、寂れた田舎から出ていくうたのことを羨ましく思っている。
村井警部補
演 - 夏木勲
刑事。けじょう寺の近くにある滝から遺体が発見された事件の捜査を担当。離婚歴があり現在は独身。一昨年身を投げたうたを滝から引き上げた時から好意を持つようになった。うたに対しての想いは強く、刑事でありながら昌夫と同じくらい激しい感情を持って行動に移している。
また同時にうたに対しては、心中した女と一緒に見つかった白い腹帯と何らかの関係があるのではないかと疑惑を持って調べ始める。
加波島懐海
演 - 若山富三郎
山奥にある、けじょう寺の住職。1年ほど前に倒れて以来左手などの自由がきかず這って動ける程度で、普段はほとんど寝たきり状態。それでもうたのことを愛しており、毎晩口などを使って愛撫を重ねている。うたに対して「お前はワシの命や、観音様や」と言っている。うたが自分を見捨ててどこかへ行ってしまわないように懇願する。
ラジオのアナウンサー
演 - 大沢悠里

## スタッフ
- 監督：伊藤俊也
- 原作：水上勉
- 脚本：野上龍雄
- 企画：天尾完次、松尾守、瀬戸恒雄
- 撮影：森田富士郎
- 音楽：菊池俊輔
- 美術：桑名忠之
- 編集：西東清明
- 録音：林鉱一
- スチール：加藤光男
- 助監督：森光正
- 照明：山口利雄